# HK Nioman Hrodna
Pour l’article homonyme, voir FK Nioman Hrodna.
Le HK Nioman Hrodna  (en biélorusse : ХК Нёман Гродна, ou HK Neman Grodno, en russe : ХК Неман Гродно) est un club de hockey sur glace de Hrodna en Biélorussie. Il évolue dans l'Ekstraliga.

## Historique
Le club est créé en 1988.

## Palmarès
- Vainqueur de l'Ekstraliga : 1998, 1999, 2001, 2013, 2014, 2017, 2018
- Vainqueur de la Coupe Rouslan Saleï : 2014, 2016, 2018
- Vainqueur de la Ligue d'Europe de l'Est : 1996
- Vainqueur de la Coupe continentale : 2015